# Síntesis de furanos de Feist–Benary
La síntesis de furanos de Feist-Benary es una reacción orgánica entre cetonas α-halogenadas y compuestos β-dicarbonílicos para producir compuestos de furano sustituidos. Esta reacción de condensación es catalizada por aminas como amoníaco y piridina El primer paso en la síntesis de anillo está relacionado una condensación de Knoevenagel. En el segundo paso el enolato desplaza un halogenuro de alquilo en una sustitución nucleofílica aromática.
Una modificación reciente es la reacción enantioselectiva Feist-Benary interrumpida  con un auxiliar quiral basado en la alcaloide quinina en la presencia de una esponja de protones en el hidroxidihidrofurano. Este tipo de alcaloides también se usa en la síntesis asimétrica en la mezcla AD. El alcaloide se protona a lo largo de la reacción y transfiere su quiralidad por interacción del hidrógeno de amonio ácido con el grupo dicarbonilo de bromopiruvato de etilo en un estado de transición de 5 miembros.